# Pistolet SPS Giurza
SPS Giurza (ros. Самозарядный Пистолет Сердюкова – Samopowtarzalny Pistolet Serdiukowa), znany również jako SR-1 „Wektor” – rosyjski pistolet samopowtarzalny zaprojektowany przez Piotra Serdiukowa, jako służbowa broń przede wszystkim rosyjskich jednostek specjalnych i funkcjonariuszy Federalnej Służby Bezpieczeństwa (został oficjalnie przyjęty na wyposażenie FSB w 1996 roku). Jego głównym założeniem konstrukcyjnym była duża siła pocisku, a co za tym idzie również stosunkowo duży zasięg (min. 50 metrów). Pistolet strzela specjalnie dla niego opracowanym nowym nabojem (SP-10) 9 × 21 mm. Naboje pokryte są stalowym płaszczem. W 2003 roku ulepszona wersja pistoletu Giurza przyjęta została na wyposażenie armii i policji Federacji Rosyjskiej pod nazwą „SPS”.

## Konstrukcja
Pistolet zbudowany jest z polimerów, z wtopionymi elementami stalowymi. Zamek i łoże również wykonane zostały ze stali, (co przy stosunkowo dużym odrzucie było koniecznością). Działa na zasadzie krótkiego odrzutu lufy z systemem napinania iglicy typu Double Action, z kurkiem zewnętrznym. Pistolet posiada trzy rodzaje zabezpieczeń. Obok wewnętrznej blokady iglicy, również bezpiecznik umieszczony na języku spustowym oraz w chwycie (znany z Colta M1911 choć w zupełnie innym kształcie).